# Kuloğlu, Kağızman
Kuloğlu là một xã thuộc huyện Kağızman, tỉnh Kars, Thổ Nhĩ Kỳ. Dân số thời điểm năm 2010 là 1013 người.